# Ревень пальчатый
Реве́нь па́льчатый (лат. Rhéum palmátum) — многолетнее травянистое растение из рода Ревень. Это влаголюбивое растение. Родина ревеня пальчатого — горные леса центрального Китая. В природных условиях встречается в северных провинциях Китая. В СССР культивировался в Московской и Воронежской областях, на Украине и в Белоруссии. Успешно выращивается в Западной Сибири на плантациях Мошковского совхоза лекарственных трав (Новосибирская область).

## Ботаническое описание

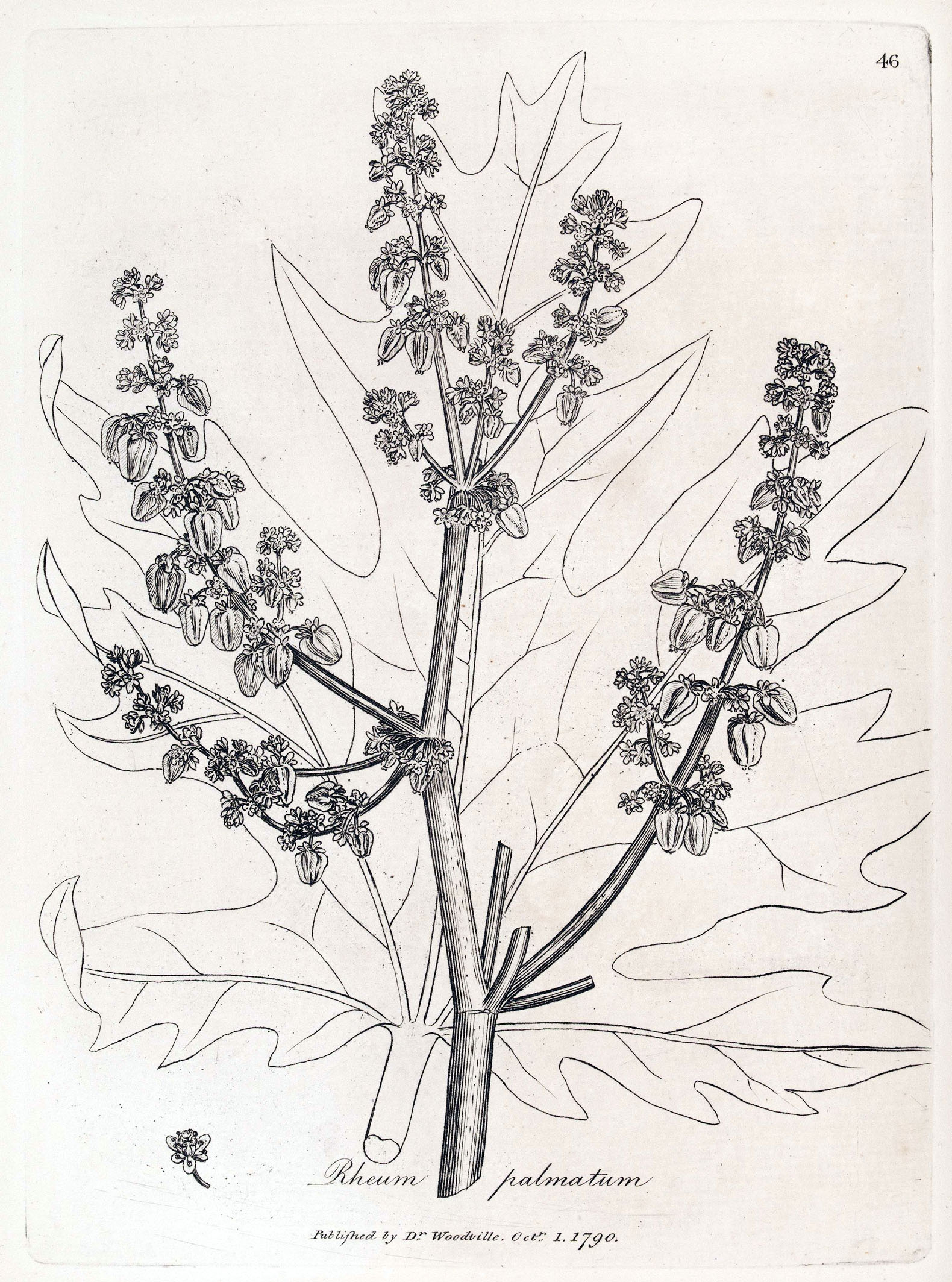
Ревень пальчатый. Ботаническая иллюстрация из книги Уильяма Вудвилла (1752—1805) Medical botany…, 1790

Стебель прямой, маловетвистый, высотой 1—3 м, диаметром 2—5 см, полый, с красноватыми пятнами и полосками.
Корневище короткое, толстое (3—6 см), многоглавое с несколькими крупными мясистыми придаточными корнями, вверху тёмно-бурое, на сгибе — ярко-жёлтое.
Листья прикорневые крупные, длинночерешковые, длиною до 1 м и более, пяти- и семилопастные. Черешки листьев полуцилиндрические, красноватые, до 30 см длины. Пластинка широкояйцевидная, сверху опушена редко расположенными короткими волосками, снизу — более густыми и длинными. Стеблевые листья мелкие, черешчатые, яйцевидные, с коричневыми сухими раструбами у основания.
Соцветие — многоцветковая густая метёлка, длиной около 50 см, с вертикально восходящими боковыми ответвлениями. Цветки двуполые, мелкие, правильные, с простым венчиковидным шестичленным околоцветником беловато-кремового, розового или красного цвета, девятью тычинками и одним пестиком с верхней завязью. Цветёт в июне.
Плод — красно-бурый трёхгранный орешек длиной 7—10 мм, созревает в начале июля.

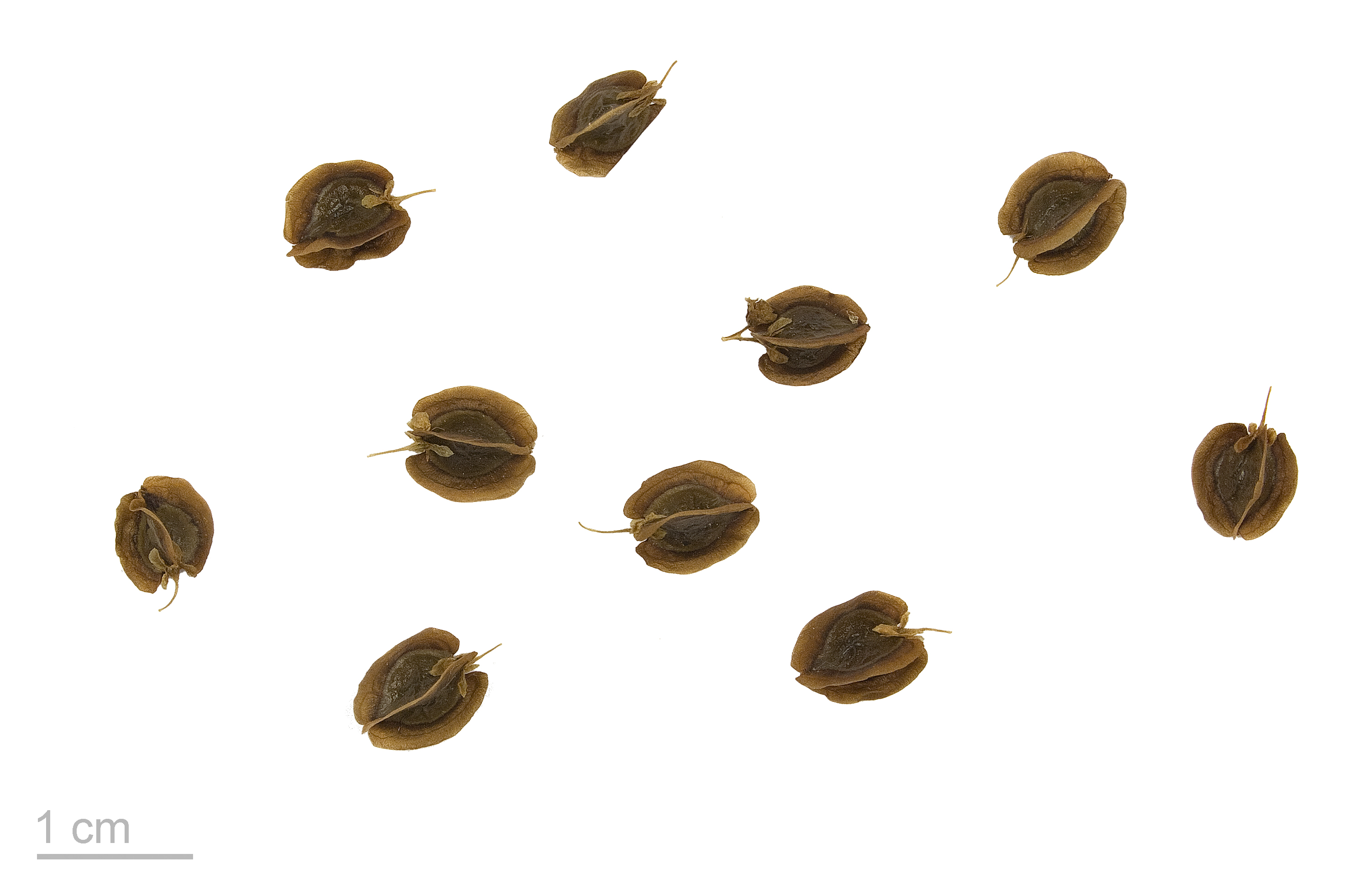
Плоды

## История
Медицинское применение ревеня было известно в Китае ещё за 2700 лет до нашей эры. Позже его завозили иногда в Древнюю Грецию, а затем в Персию.
Благодаря арабским врачам ревень стал известен в Европе в Средние века. Первым европейцем, проникшим в страну Тангутию и описавшим сбор ревеня, был венецианский путешественник Марко Поло (XIII век).
Торговля ревенем в Китае с Россией началась в конце XVII века. С 1736 года через Кяхту привозили ревень, который отправляли дальше в Западную Европу. Тогда его назвали копытчатым ревенем. В 1750 году русский врач Д. Гротер получил от бухарских купцов семена лекарственного ревеня, которые он переслал Карлу Линнею, впервые давшему выращенному из этих семян растению ботаническое название и описание.
Русский исследователь Николай Михайлович Пржевальский, возвратившись из путешествия в Азию (1871—1873), привёз семена различных видов ревеня. Эти семена были собраны с Rheum palmatum в китайской провинции Цинхай, где он произрастал без особого ухода. Так как климатические условия этой провинции были схожи с климатическими и почвенными условиями Петербурга, то директор Санкт-Петербургского ботанического сада в виде опыта произвёл здесь посадку этих семян, из которых развились здоровые растения, пустившие большие корни.
Много лет спустя немецкий путешественник Тафель привёз в Швейцарию плоды ревеня из Тибета и выращенные из них растения стали родоначальниками западноевропейских сортов растения.

## Опыт культуры
Ревень требователен к плодородию почвы, мало пригодны для его возделывания тяжелые глинистые, песчаные и заболоченные почвы. Это весьма холодостойкое и влаголюбивое растение, но застоя воды не переносит. Размножают ревень посевом семян весной и во второй половине лета, а также под зиму рассадой годовалых растений или вегетативно. Семена высевают рядами с междурядьями 60 — 80 см.
Всходы ревеня появляются через 8 — 20 дней после посева. В первый год жизни ревень образовывает лишь 3 — 4 небольших прикорневых листа, которые на зиму отмирают. На второй год ревень отрастает во второй половине апреля, но развивается очень медленно. К концу вегетации он образует мощные прикорневые листья. Начинает цвести на третий год жизни, причем его развитие идёт довольно быстро — он уже в середине июня цветёт, а к концу июня начинается созревание семян. Высота ревеня тангутского в фазе начала созревания не более 1 м. Норма высева семян — 8 кг на 1 га. Вес 1000 плодов — 13 — 15 г.

## Химический состав
Корни, корневища ревеня содержат гликозиды. Их две группы: танногликозиды (от 6 до 10 %, дубильные вещества пирокатехиновой группы и производные галловой кислоты, обусловливающие вяжущие свойства) и антрагликозиды (от 3 до 6 %, хризофанеин, глюкоалоэ-эмодин, глюкоэмодин, глюкореин), хризофановую кислоту. С возрастом растения содержание антрагликозидов заметно возрастает. В корневищах и корнях содержатся также смолы, пектиновые вещества, много крахмала. В листьях есть аскорбиновая кислота, эргостерин, соли железа, щавелевая и яблочная кислоты, вещества P — витаминного действия.

## Применение
Молодые листья и черешки употребляют в пищу, для приготовления витаминного салата. Черешки используют как ранний огородный овощ, богатый витаминами. Из них готовят салаты, начинки для пирогов, варенье, кисели, компоты, кладут в борщ. Листья ревеня получили положительную оценку при испытании их в качестве пряности, применяемой в рыбной промышленности.

## Применение в медицине

### Фармакологические свойства
В народной медицине ревень применяют как общеукрепляющее средство при различных расстройствах желудочно-кишечного тракта, заболеваниях жёлчного пузыря и жёлчных путей, при малокровии и туберкулёзе.
В тибетской медицине применяется для лечения отравлений и воспалительных заболеваний, входит в сборы «для изгнания ядов». Корень ревеня с успехом применяют при различных воспалительных заболеваниях: аднекситах, артритах, ревматизме, пневмонии, бронхите, фурункулёзе, псориазе, холецистите.
В малых дозах (0,06—0,2 г) ревень назначают в качестве вяжущего средства, уменьшающего перистальтику кишечника. Это объясняется действием танногликозидов. В больших дозах (0,5—2,0 г) действуют антрагликозиды, усиливающие перистальтику кишечника. Малые дозы порошка ревеня назначают для улучшения аппетита, регулирования деятельности желудка, при катаре желудка, кишечника, диспепсии; средние дозы действуют как желчегонное; большие — как нежное слабительное при атонии кишечника, спастических запорах, запорах у детей и беременных, для размягчения стула при геморрое и трещинах прямой кишки. Из корней ревеня получен препарат хризаробин, предложенный для лечения псориаза. В ряде западноевропейских стран ревень используется в сборах для похудения.
При длительном употреблении слабительное действие ревеня уменьшается, так как организм привыкает к нему. Поэтому при привычных запорах ревень следует чередовать с другими препаратами.

### Заготовка сырья
Для лекарственных целей используют корень (лат. Radix Rhei) и корневище ревеня пальчатого. Корни и корневища не менее чем 3—4-летних растений собирают с августа до начала октября (при поздних сборах лекарственная ценность корней снижается), а также ранней весной (в момент отрастания у четырёхлетних особей прикорневых листьев). Сырьё очищают от гнилых частей, остатков стеблей и листьев, отмывают от земли, разрезают на куски; затем подсушивают под навесом или в хорошо проветриваемых помещениях. Окончательную сушку проводят в сушилках при температуре 60 °C.
Готовое цельное сырьё представляет собой куски корней и корневищ различной формы длиной до 25 см и толщиной до 3 см. Запах своеобразный. Вкус горьковатый, вяжущий. Потеря в массе при высушивании должна быть не более 12 %. Хранят в сухих проветриваемых помещениях. Сырьё пригодно в течение 5 лет.
Препараты из корня ревеня выпускаются фармацевтической промышленностью и продаются в аптеках.

### Противопоказания
В больших дозах препараты могут вызвать рвоту, понос, коликообразные боли в животе, тенезмы, усиление прилива крови к органам малого таза. Чтобы избежать этого, дозу слабительного подбирают индивидуально. Препараты ревеня противопоказаны при остром аппендиците и холецистите, остром перитоните, непроходимости, ущемлении кишечника, при кровотечении из желудочно-кишечного тракта. Осторожно при беременности.